# 拉库戈特卡杜勒
拉库戈特卡杜勒（法語：Lacougotte-Cadoul，法語發音：[lakuɡɔt kadul]）是法国奥克西塔尼大区塔恩省的一个市镇，属于卡斯特尔区。

## 地理
拉库戈特卡杜勒（43°38'27"N, 1°49'39"E）面积8.81 平方千米，位于法国奧克西塔尼大區塔恩省，该省份为法国南部内陆省份，北起顺时针与阿韦龙省、埃罗省、奥德省、上加龙省和塔恩-加龙省接壤。
与拉库戈特卡杜勒接壤的市镇（或旧市镇、城区）包括：拉沃尔、马尔藏斯、罗克维达勒、韦耶、维维耶莱拉沃尔。

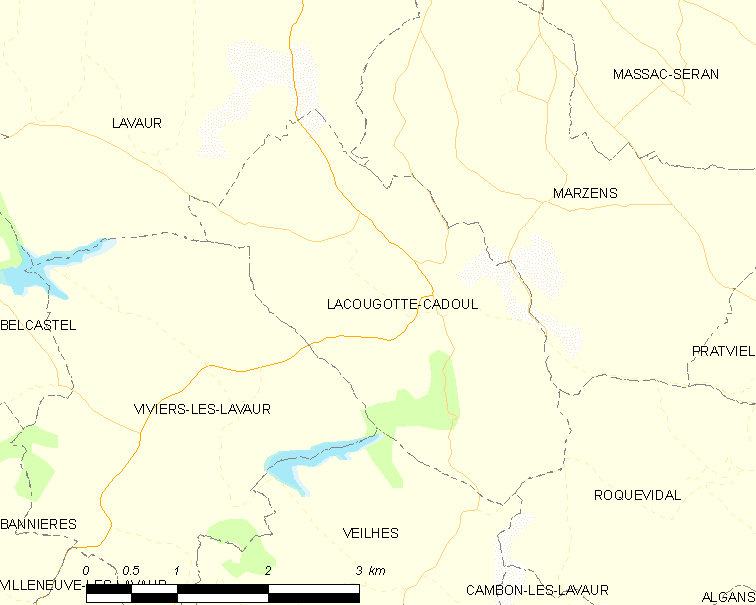
拉库戈特卡杜勒的OSM定位图

拉库戈特卡杜勒的时区为UTC+01:00、UTC+02:00（夏令时）。

## 行政
拉库戈特卡杜勒的邮政编码为81500，INSEE市镇编码为81126。

## 政治
拉库戈特卡杜勒所属的省级选区为拉沃尔-科卡涅县。

## 人口

1962-2008年间拉库戈特卡杜勒人口变化图示

拉库戈特卡杜勒于2022年1月1日时的人口数量为178人。